# Suslic pigmeu
El suslic pigmeu (S. pygmaeus) és una espècie de rosegador esciüromorf de la família dels esciúrids. Es troba principalment a l'Àsia central a l'est del mar d'Aral. Les subespècies inclouen Spermophilus pygmaeus pygmaeus, Spermophilus pygmaeus brauneri, Spermophilus pygmaeus herbicolus i Spermophilus pygmaeus mugosaricus. Spermophilus musicus actualment és considerat com una espècie separada.